# Klubhaus Kremmen
Das Klubhaus Kremmen, ehemals Hotel Landhaus, ist ein denkmalgeschützter Veranstaltungsbau am Marktplatz in Kremmen. Der verputzte Bau ist dreigeschossig, traufständig und verputzt. Die Fassade verfügt über spätklassizistische Verzierungen. Im ersten Stock befinden sich zwei Säle. Dabei liegt der kleinere Saal direkt an den Fenstern zum Marktplatz, der große Saal mit Empore und Bühne reicht in einen Anbau bis auf den Hof. Das Haus hat acht Fensterachsen und ein Satteldach und ragt aus den meist zweistöckigen Gebäuden des Kremmener Marktplatzes heraus.
Das Gebäude entstand 1850 als Ersatz für das seit 1607 bestehende Bussesche Gasthaus mit zwei Stockwerken und einem Saalanbau. 1900 brannte es, bei den Wiederaufbauarbeiten wurde es um ein drittes Stockwerk erhöht. Nach 1945 befand sich erst ein Flüchtlingsheim, dann eine Polizeikaserne, ab 1950 eine Schule und ab 1971 ein Klubhaus in dem Gebäude, in dem die meisten öffentlichen Feste und Veranstaltungen Kremmens stattfanden. Seit Mitte der 1990er Jahre steht das Gebäude leer. Seitdem kam es nur noch zu einer Handvoll Filmarbeiten im Gebäude. Im Jahr 2013 ließ die Stadt Kremmen Dach und Fassade sanieren. Im Jahr 2017 hat im Erdgeschoss ein örtlicher Bäcker eine Bäckerei mit angeschlossenem Café eröffnet.